# Nikolaj Coster-Waldau

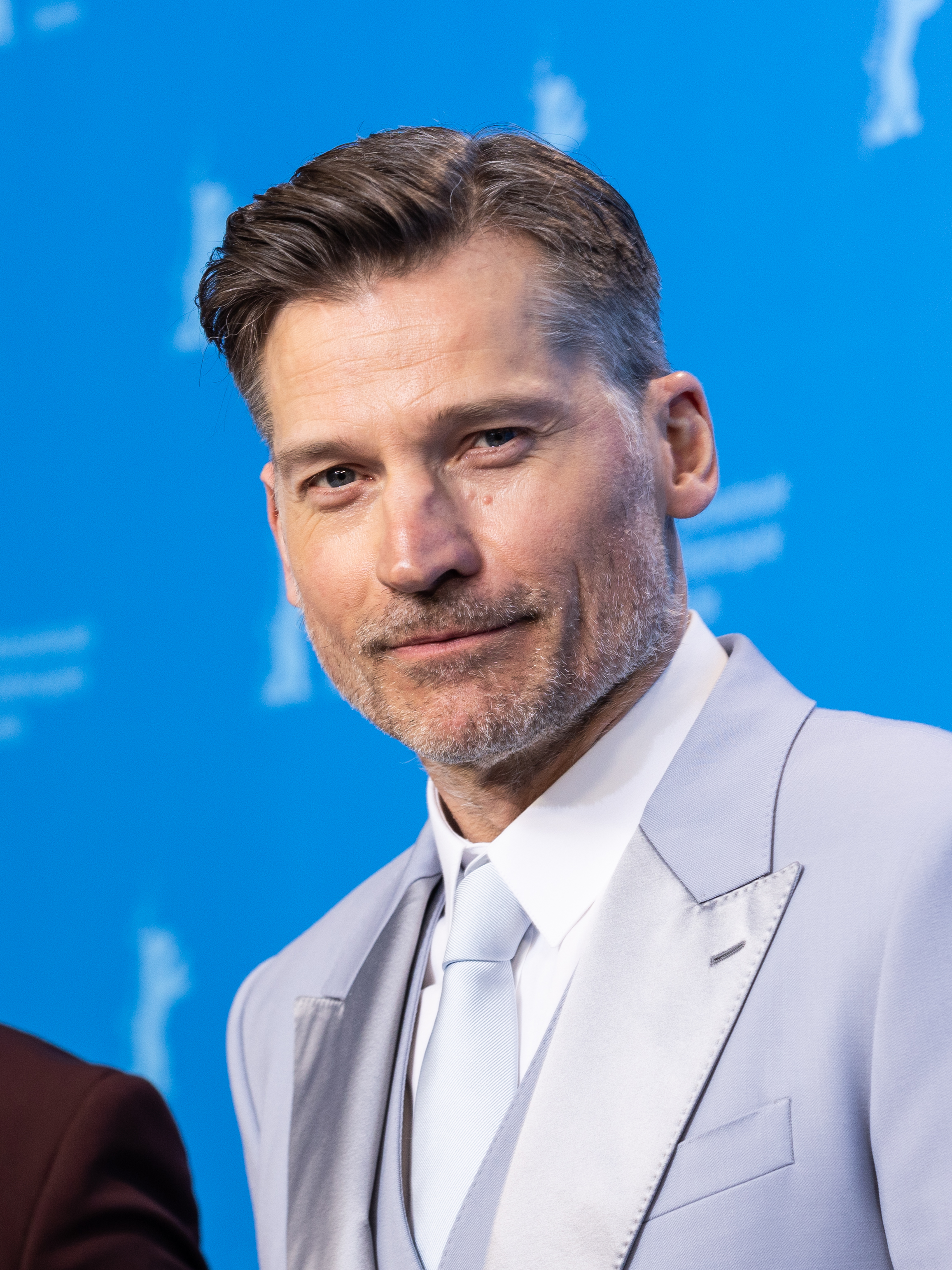
Nikolaj Coster-Waldau (2022)

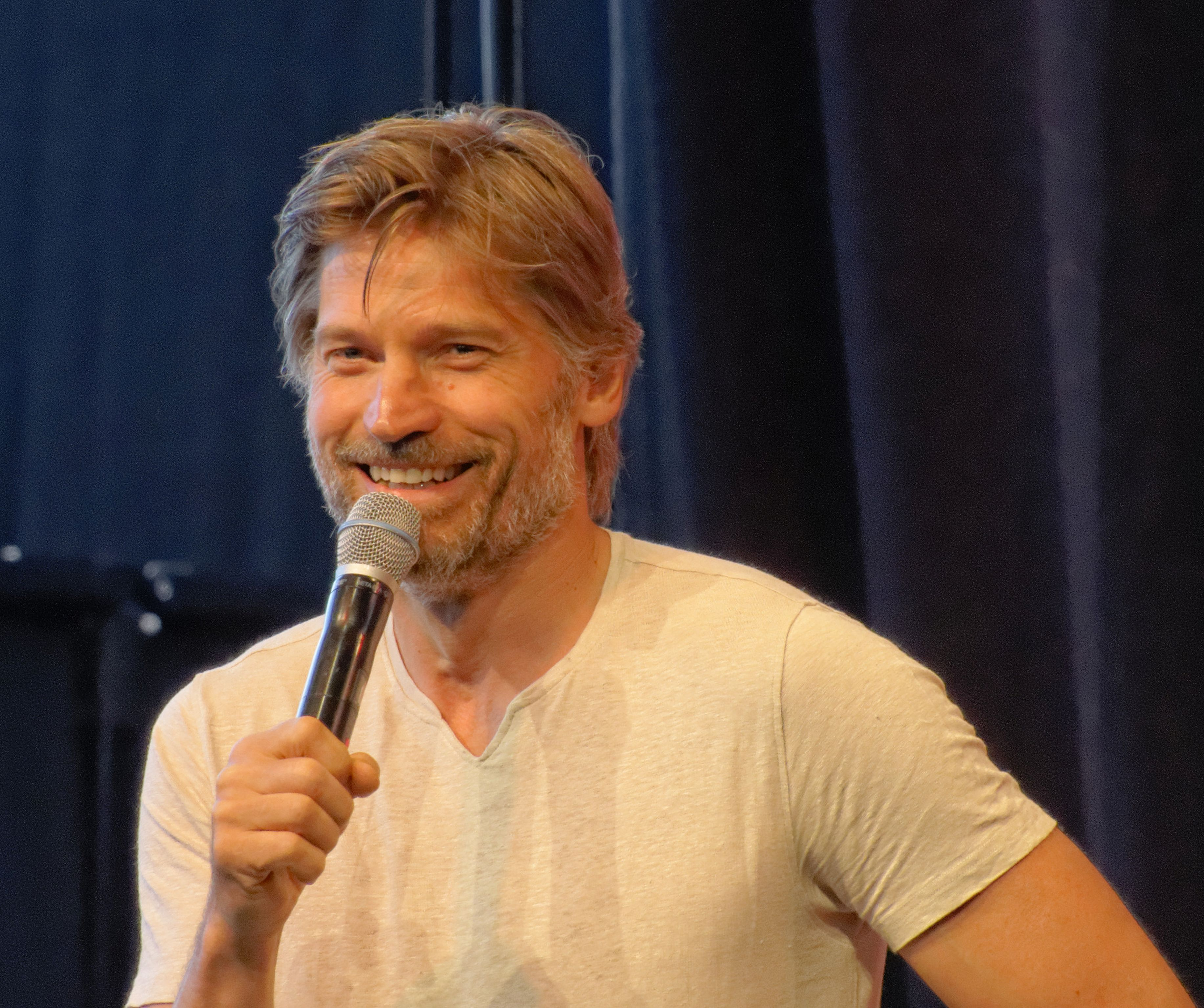
Auf der ComicCon Germany 2018

Nikolaj Coster-Waldau (* 27. Juli 1970 in Rudkøbing) ist ein dänischer Schauspieler. International bekannt wurde er vor allem durch die Rolle des Jaime Lannister in der Fernsehserie Game of Thrones.

## Leben und Karriere
Nikolaj Coster-Waldau ist der Sohn der Bibliothekarin Hanne Søborg Coster und des Bevollmächtigten Jørgen Oscar Fritzer Waldau († 1998). 2024 fand er durch einen DNA-Test heraus, dass er aus einer Affäre seiner Mutter stammt und sein biologischer Vater jedoch der Fernsehproduzent Kjeld Vejrup ist. Er wuchs mit seiner Mutter und zwei älteren Schwestern im Dorf Tybjerg zwischen Næstved und Ringsted auf. Sein alkoholabhängiger Vater lebte meist getrennt von der Familie.
Er besuchte das Gymnasium in Næstved, das er 1988 abschloss. Seine Ausbildung zum Schauspieler absolvierte Coster-Waldau 1993 an der Statens Teaterskole. Im Jahr darauf wurde er in seinem Heimatland durch die Hauptrolle in dem Film Nightwatch – Nachtwache über Nacht zum Star. Der Thriller, der in Dänemark zu einem Überraschungserfolg avancierte, wurde 1997 in Hollywood von Ole Bornedal mit Ewan McGregor in der Hauptrolle erneut verfilmt. Anknüpfen an den Erfolg von Nightwatch – Nachtwache konnte Coster-Waldau mit Simon Stahos Vild spor und Jesper W. Nielsens Drama The Bouncer, für die er jeweils eine Nominierung für den renommierten dänischen Filmpreis Robert als bester Hauptdarsteller erhielt. Seit dem 6. Juni 1998 ist Coster-Waldau mit der grönländischen Künstlerin Nukâka Motzfeldt, Tochter des Politikers Josef Motzfeldt, verheiratet, mit der er zwei Töchter hat.
Einem internationalen Publikum wurde Coster-Waldau 2001 mit der Rolle des Master Sergeant Gary Ivan Gordon in Black Hawk Down, einer Verfilmung der Schlacht von Mogadischu während des US-amerikanischen Einsatzes in Somalia, bekannt. Er bemühte sich selbst darum, in den Vereinigten Staaten Fuß zu fassen, indem er in Kopenhagen ein Bewerbungsvideo drehte und dieses einschickte. Seine erste Hauptrolle in einem englischsprachigen Film übernahm er 2005 für Henker. Bei dem Film Himmerland (2006), in dem er auch die Hauptrolle spielte, war er erstmals an der Produktion beteiligt. Eine weitere Hauptrolle hatte er 2008 in der kurzlebigen US-Serie New Amsterdam.
In der HBO-Fantasyserie Game of Thrones bekam Coster-Waldau die Rolle des Jaime Lannister. Zu dieser Figur meinte er: „Was gibt es an Jaime nicht zu mögen? Als Schauspieler hätte ich mir keine bessere Rolle wünschen können.“
2013 spielte Coster-Waldau neben Jessica Chastain die Hauptrolle in dem kanadischen Horrorfilm Mama. Im selben Jahr war er als Waffenexperte Sykes in dem Science-Fiction-Film Oblivion mit Tom Cruise, Morgan Freeman und Melissa Leo zu sehen. Beide Filme erreichten sowohl in den USA als auch in Deutschland die vorderen Plätze der Kinocharts.

## Filmografie
- 1993: Slaget på tasken (Fernsehfilm)
- 1994: Nightwatch – Nachtwache (Nattevagten)
- 1995: Lyse tider (Fernsehfilm)
- 1995: Who’s Hitler? (Fernsehfilm)
- 1997: Bent
- 1997: Hemmeligheder
- 1997: Jacobs liste (Fernsehfilm)
- 1998: Angel of the Night (Nattens engel)
- 1998: Vild spor
- 1999: Antenneforeningen
- 1999: Misery Harbour
- 2000: Bube, Dame, König, grAS – Die Serie (Lock, Stock…, Fernsehserie)
- 2000: På fremmed mark
- 2001: Black Hawk Down
- 2001: Enigma – Das Geheimnis (Enigma)
- 2002: 24 Hours in the Life of a Woman
- 2003: Mein Name ist Modesty (My Name Is Modesty)
- 2003: The Bouncer (Manden bag døren)
- 2003: Stealing Rembrandt – Klauen für Anfänger (Rembrandt)
- 2004: The Good Cop
- 2004: Wimbledon – Spiel, Satz und … Liebe (Wimbledon)
- 2005: Königreich der Himmel (Kingdom of Heaven)
- 2005: Shadow of the Sword – Der Henker (Henker)
- 2006: Firewall
- 2006: Himmerland
- 2007: Tot oder Torte (The Baker)
- 2008: New Amsterdam (Fernsehserie, 8 Folgen)
- 2009: Virtuality – Killer im System (Virtuality)
- 2009: Das Ende der Welt (Ved verdens ende)
- 2010: Salto für Anfänger (Vidunderlig og elsket af alle)
- 2011: Blackthorn
- 2011: Headhunters (Hodejegerne)
- 2011–2019: Game of Thrones (Fernsehserie, 55 Episoden)
- 2013: Mama
- 2013: Oblivion
- 2014: Die Schadenfreundinnen (The Other Women)
- 2014: Zweite Chance (En chance til)
- 2016: Gods of Egypt
- 2017: Small Crimes
- 2017: 3 ting
- 2017: Shot Caller
- 2019: Domino – A Story of Revenge (Domino)
- 2019: Suicide Tourist – Es gibt kein Entkommen (Selvmordsturisten)
- 2020: Tod in den Wäldern (The Silencing)
- 2022: Against the Ice (auch Drehbuch und Produktion)
- 2023: God Is a Bullet
- 2023: Nightwatch: Demons Are Forever (Nattevagten – Dæmoner går i arv)

## Auszeichnungen und Nominierungen
Critics’ Choice Television Award 
- 2013: Nominierung in der Kategorie „Bester Nebendarsteller in einer Dramaserie“ für Game of Thrones

 Satellite Award 
- 2014: Nominierung in der Kategorie „Bester Nebendarsteller – Serie, Miniserie oder Fernsehfilm“ für Game of Thrones

 Scream Award 
- 2011: Nominierung in der Kategorie „Bestes Ensemble“ für Game of Thrones

 Screen Actors Guild Award 
- 2012: Nominierung in der Kategorie „Bestes Schauspielensemble in einer Dramaserie“ für Game of Thrones
- 2014: Nominierung in der Kategorie „Bestes Schauspielensemble in einer Dramaserie“ für Game of Thrones

 Ove-Sprogøe-Preis 
- 2017: Bester Schauspieler des Jahres

Emmy
- 2018: Nominierung in der Kategorie „Bester Nebendarsteller - Dramaserie“ für Game of Thrones
- 2019: Nominierung in der Kategorie „Bester Nebendarsteller - Dramaserie“ für Game of Thrones